# Parataracticus wyliei
Parataracticus wyliei là một loài ruồi trong họ Asilidae. Parataracticus wyliei được Martin miêu tả năm 1955. Loài này phân bố ở vùng Tân Bắc giới.